# Ihamaru
Koordinaten: 58° 4′ N, 26° 54′ O

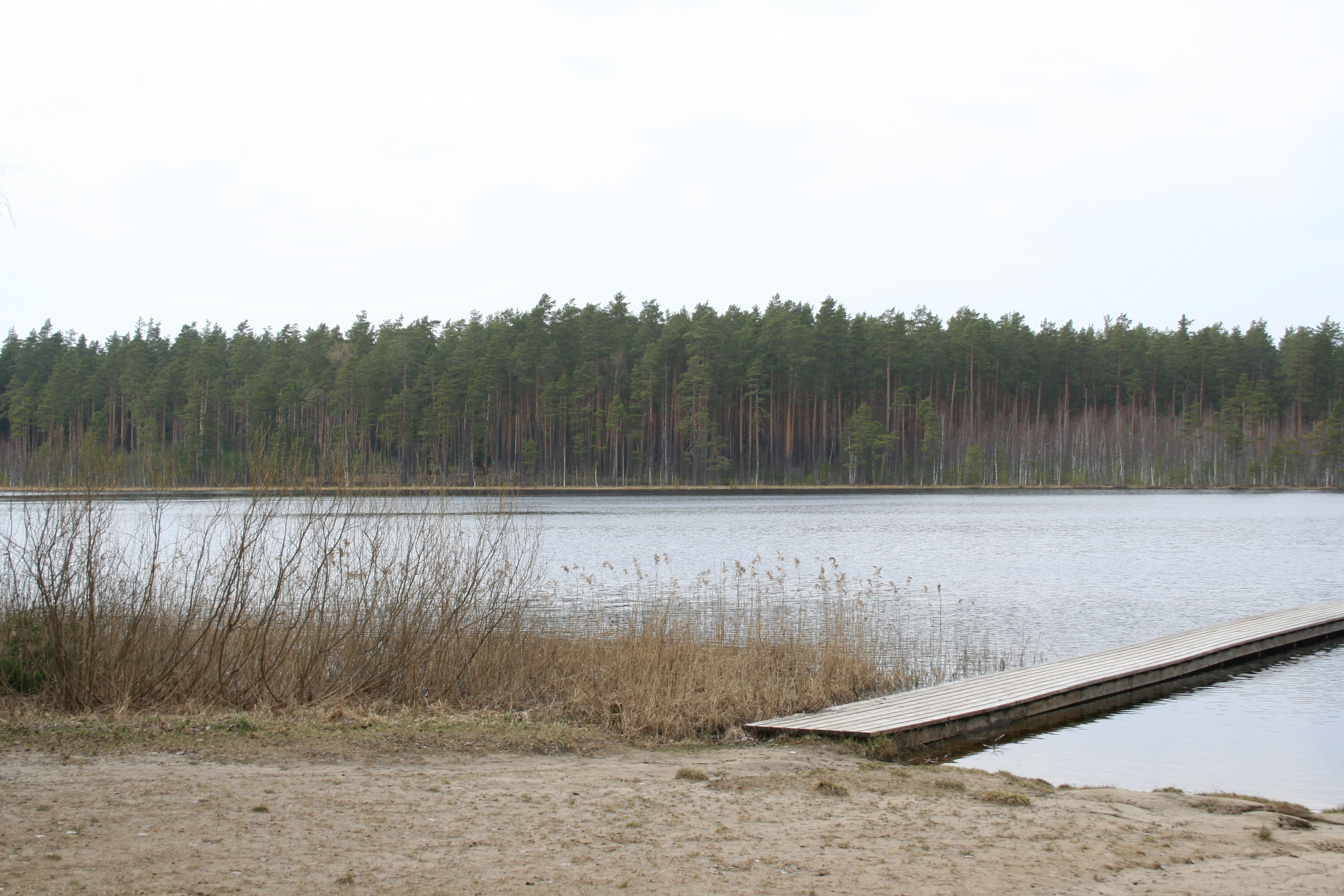
Der See Palojärv nördlich von Ihamaru

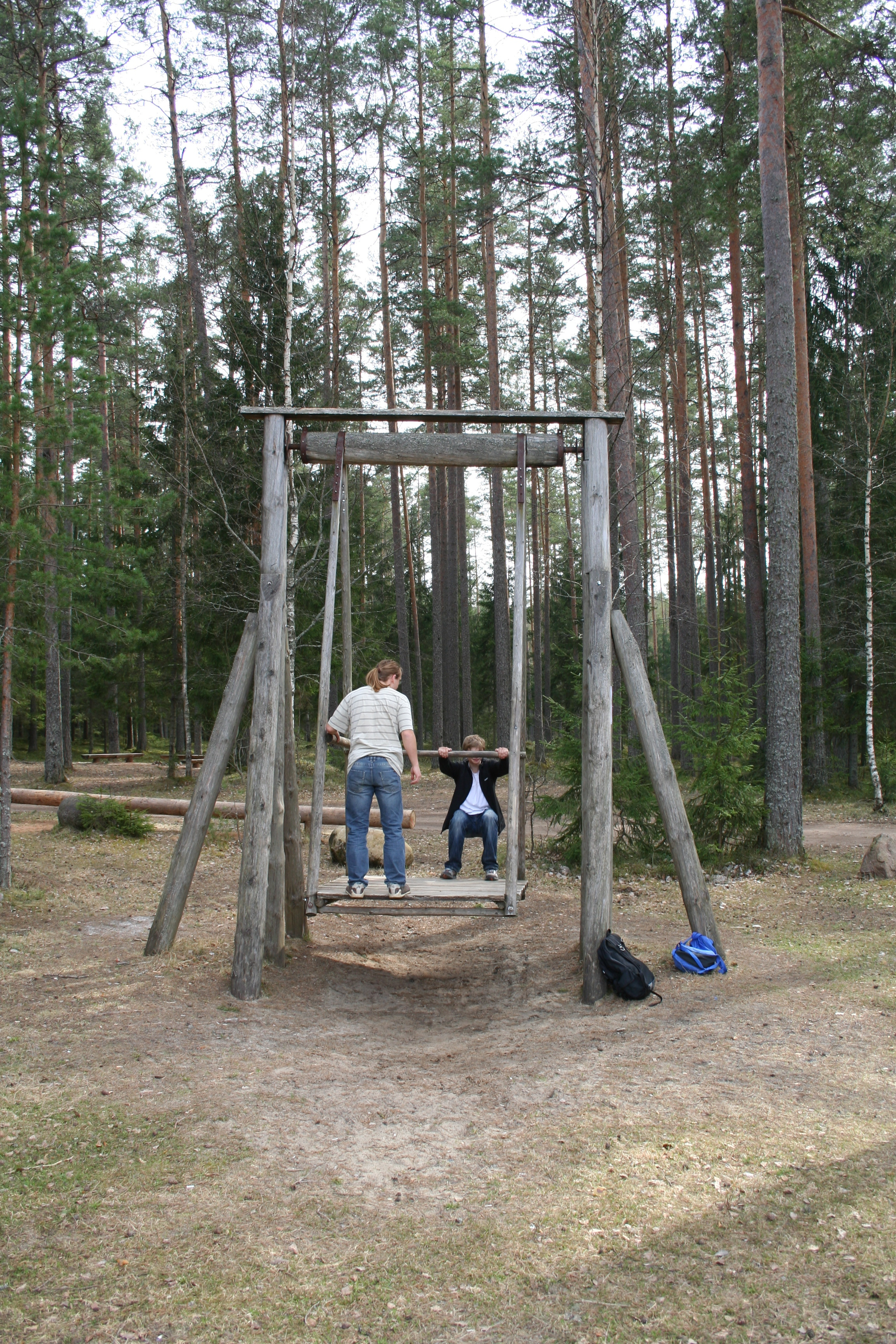
Schaukel im Wald

Ihamaru (deutsch Monheim) ist ein Dorf (estnisch küla) in der estnischen Landgemeinde Kanepi (bis 2017 Kõlleste) im Kreis Põlva. Das Dorf hat 168 Einwohner.

## Beschreibung des Ortes
Ihamaru wurde erstmals 1627 unter dem Namen Ehamah urkundlich erwähnt. Das Dorf ist wesentlich älter und bestand bereits vor dem Livländischen Krieg.
Ihamaru lag an der Kreuzung der wichtigen Überlandstraßen Tartu-Võru und Põlva-Kanepi. Eine Schänke und Poststation ist in Ihamaru seit 1695 nachgewiesen. Sie schloss 1916. Später wurde in dem historischen Gebäude ein Kaufladen eingerichtet, der bis heute besteht.
Bei Ausflüglern und Badefreunden beliebt sind die beiden Waldseen Väikene Palojärv (2,4 Hektar) und Ihamaru Palojärv (6,9 Hektar), der zwei Kilometer nördlich von Ihamaru liegt. Durch das Dorfgebiet fließt der Bach Ihamaru oja. Der 254 Hektar große, uralte Waldbestand von Ihamaru ist seit 1966 als Schutzgebiet ausgewiesen.

## Persönlichkeiten
In Ihamaru wurde der estnische Schriftsteller Richard Roht (1891–1950) geboren. Er besuchte die Dorfschule im benachbarten Karaski. In seinen Memoiren, die 1934 unter dem Titel Vana Võrumaa erschienen sind, beschreibt er seine Heimat.